# 1955
| 1955                                               |
| -------------------------------------------------- |
| Dødsfald - Fødsler                                 |
| • Begivenheder • Film • Litteratur • Musik • Sport |

| Gregoriansk kalender | 1955 MCMLV              |
| Ab urbe condita      | 2708                    |
| Armensk kalender     | 1404 ԹՎ ՌՆԴ             |
| Kinesiske kalender   | 4651 – 4652 甲午 – 乙未 |
| Etiopisk kalender    | 1947 – 1948             |
| Jødisk kalender      | 5715 – 5716             |
| Hindukalendere       |                         |
| - Vikram Samvat      | 2010 – 2011             |
| - Shaka Samvat       | 1877 – 1878             |
| - Kali Yuga          | 5056 – 5057             |
| Iransk kalender      | 1333 – 1334             |
| Islamisk kalender    | 1375 – 1376             |

Konge i Danmark: Frederik 9. 1947-1972
Se også 1955 (tal)

## Begivenheder

### Januar
- 18. januar - den 16-årige prins Juan Carlos af Spanien bliver hyldet af en begejstret menneskemængde, efter at Spaniens statschef, general Franco, har udpeget ham som sin efterfølger - dog med kongetitel

### Februar
- 8. februar - erstatter Bogstavet Å det hidtil anvendte dobbelt-A (AA)

### Marts
- 2. marts - Nord- og Vestaustralien oplever en række voldsomme oversvømmelser, der koster 200 mennesker livet

### April
- 7. april - Sir Winston Churchill fratræder som 80-årig posten som britisk premierminister grundet helbredsproblemer
- 15. april - McDonald’s burgerkæden grundlægges af Ray A. Kroc i Des Plaines ved Chicago i USA. Kæden blev grundlagt ud fra den pionérindsats brødrene Dick og Mac McDonald havde indført med fast food i Drive-in restauranter. Ved udgangen af 1995 havde McDonald’s tilknyttet 18.380 spisesteder i 89 lande, og i 2005 over 30.000 restauranter i 119 lande
- 30. april - Grundstof 101 døbes mendelevium

### Maj
- 6. maj - Vesttyskland bliver medlem af NATO
- 11. maj - Israel angriber Gaza
- 14. maj – Warszawapagten stiftes.
- 14. maj – TV-senderne Gladsaxesenderen og Sønder Højrup-senderen (Fyn) sættes i drift

### Juni
- 5. juni – Roskilde Ring (motorbane) åbnes som jordbane i en gammel grusgrav
- 11. juni - 24-timers løbet Le Mans ender i katastrofe og 84 mennesker omkommer, da en bil kører ind i tilskuermængden
- 18. juni - Justitsministeriet udsteder et cirkulære, der berettiger ugifte mødre og andre ugifte kvinder, til at få anført betegnelsen "frue" i deres pas
- 20. juni - den græske by Thessaloniki rammes af et jordskælv på 6,5 på Richter-skalaen. 36 omkommer, og flere hundrede bliver kvæstet
- 20. juni - den længste solformørkelse i nyere tid finder sted i Filippinerne og varer 7 minutter og 8 sekunder. En solformørkelse kan være total i højst 7 minutter og 31 sekunder

### Juli
- 9. juli - Russell-Einstein-manifestet offentliggøres i London.
- 18. juli – Det første Disneyland åbner for publikum i Californien

### August
- 18. august - en cyklon på USA's østkyst koster 400 livet

### September
- 19. september - Argentinske Juan Perón væltes af en militærjunta og går i eksil i Paraguay
- 22. september - et militærkup afsætter den argentinske præsident Juan Perón

### Oktober
- 26. oktober - Østrig erklærer landet for neutralt, efter at de sidste allierede tropper har forladt landet

### November
- 2. november - de amerikanske forskere Carlton-Schwerdt og Schaffer finder den virus, som forårsager polio
- 10. november - der fremsættes lovforslag om bygning af et atomforsøgscenter med to reaktorer på Risø
- 23. november - kontrollen over Cocosøerne overtages af Australien fra Storbritannien

### December
- 1. december – Borgerrettighedsaktivisten Rosa Parks nægter at give sin plads i bussen til en hvid buspassager og bliver anholdt for overtrædelse af Alabamas raceadskillelseslove
- 5. december - Martin Luther King står i spidsen for Busboykotten i Montgomery, der gik ud på, at sorte i Montgomery i Alabama nægtede at benytte byens busser på grund af kravet om, at sorte passagerer ikke måtte benytte sæder forbeholdt hvide
- 14. december - Finland, Irland og Portugal bliver medlemmer af De Forenede Nationer
- 15. december – Jens Olsens Verdensur sættes i gang af Kong Frederik 9. og Jens Olsens yngste barnebarn Birgit

### Udateret
- Aksel Møller overtager posten som leder af Det Konservative Folkeparti efter Ole Bjørn Kraft
- Danmarks første IT-virksomhed Regnecentralen bliver dannet
- Dansk Sprognævn oprettes, og har siden fastlagt dansk retskrivning, og udgiver den officielle danske retskrivningsordbog.
- København-Bonn-erklæringerne bliver afgivet af såvel den danske som den tyske regering.
- Den danske arkitekt og designer Arne Jacobsen designer stolen Syveren.
- Kjeld Petersen og Dirch Passer samarbejder under navnet Kellerdirk Bros.
- Bland de kendte numre på årets ABC-revy er Tømmerflåden med Dirch Passer og Kjeld Petersen.
- DR starter det dansk filmmagasin (Filmorientering), som fortsætter til 1971.
- Cirkus Arena oprettes som et famileforetagende.
- Den første Fiat 600 ser dagens lys.
- De sidste Supermarine Spitfire udfases fra det danske Flyvevåbnet.
- Vester Boulevard i København skifter navn til H.C. Andersens Boulevard.

## Født

### Januar
- 4. januar – Wolfgang Tiefensee, tysk politiker.
- 4. januar - Lars Olsen, dansk forfatter.
- 4. januar - Mark Hollis, britisk musiker og komponist (død 2019).
- 6. januar – Rowan Atkinson, engelsk komiker og skuespiller.
- 7. januar – Peter Gæmelke, dansk landmand.
- 12. januar – Kirstie Alley, amerikansk skuespillerinde.
- 14. januar – Michael Pram Rasmussen, dansk erhvervsleder.
- 18. januar – Kevin Costner, amerikansk skuespiller.
- 20. januar – Ingjerd Schou, norsk politiker.
- 23. januar – John "Tune" Kristiansen, dansk tidligere fodboldspiller.
- 26. januar – Eddie Van Halen, amerikansk musiker (død 2020).
- 27. januar – John Roberts, amerikansk dommer.
- 28. januar – Nicolas Sarkozy, fransk præsident.
- 29. januar – Peter Birch Sørensen, dansk økonom.

### Februar
- 2. februar – Leszek Engelking, polsk forfatter.
- 7. februar – Miguel Ferrer, amerikansk skuespiller (død 2017).
- 8. februar – John Grisham, amerikansk forfatter.
- 10. februar – Greg Norman, australsk golfspiller.
- 15. februar – Christopher McDonald, amerikansk skuespiller.
- 19. februar – Jeff Daniels, amerikansk skuespiller.
- 20. februar – Per Clausen, dansk politiker.
- 21. februar – Kelsey Grammer, amerikansk skuespiller.
- 24. februar – Steve Jobs, Apples grundlægger (død 2011).
- 28. februar – Gilbert Gottfried, amerikansk skuespiller (død 2022).

### Marts
- 8. marts – Morten Suurballe, dansk skuespiller.
- 11. marts – Nina Hagen, tysk sanger.
- 11. marts – Jørgen Glenthøj, dansk borgmester.
- 11. marts – Odd Eriksen, norsk politiker og minister.
- 12. marts – Bodil Lassen, dansk skuespilerinde.
- 17. marts – Gary Sinise, amerikansk skuespiller.
- 19. marts – Bruce Willis, amerikansk skuespiller.
- 21. marts – Jair Bolsonaro, brasiliansk præsident.
- 22. marts – Valdis Zatlers, lettisk præsident.
- 28. marts – Erling Bonnesen, dansk folketingsmedlem repræsenteret for Venstre 2004-.
- 31. marts – Angus Young, skotsk musiker.
- 31. marts – Niels Viggo Lynghøj, dansk borgmester.

### April
- 3. april – Kristian Halken, dansk skuespiller.
- 5. april – Ole Rasmus Møller, dansk skuespiller.
- 9. april – Jan Køpke Christensen, dansk politiker.
- 16. april – Henri af Luxembourg, storhertug af Luxembourg.
- 17. april – Pete Shelley, engelsk sanger (død 2018).
- 23. april – Judy Davis, australsk skuespillerinde.
- 24. april – Klaus Riskær Pedersen, dansk iværksætter.
- 29. april – Kate Mulgrew, amerikansk skuespillerinde.

### Maj
- 2. maj – Donatella Versace, italiensk modedesigner.
- 7. maj – Ole Christensen, dansk politiker.
- 9. maj – Anne Sofie von Otter, svensk mezzosopran.
- 9. maj – Meles Zenawi, etiopisk premierminister (død 2012).
- 16. maj – Debra Winger, amerikansk skuespillerinde.
- 17. maj – Bill Paxton, amerikansk skuespiller (død 2017).
- 27. maj – Richard Schiff, amerikansk skuespiller.
- 28. maj – Lis Sørensen, dansk komponist og sangerinde.
- 29. maj – Gerhard Dörfler, østrigsk politiker.
- 30. maj – Brian Kobilka, amerikansk fysiolog og nobelprismodtager.

### Juni
- 1. juni – Kim Henningsen, dansk chefredaktør.
- 6. juni - Sam Simon, amerikansk forfatter og tv-producer (død 2015).
- 15. juni – Peter Bay, dansk skuespiller.
- 15. Juni – Pete Repete – dansk musiker og komponist.
- 16. juni – Laurie Metcalf, amerikansk skuespillerinde.
- 20. juni – Tor Nørretranders, dansk filosof og forfatter.
- 20. juni – Sonja Mikkelsen, dansk politikere og tidligere minister.
- 21. juni – Michel Platini, tidligere fransk fodboldspiller.
- 24. juni – Søren Vesterby, dansk journalist.

### Juli
- 1. juli – Li Keqiang, kinesisk politiker.
- 8. juli – Lena Endre, svensk skuespillerinde.
- 9. juli – Linda Wendel, dansk digter, filminstruktør og manuskriptforfatter.
- 11. juli – Søren Sætter-Lassen, dansk skuespiller.
- 14. juli – Mario Osbén, chilensk fodboldmålmand (død 2021).
- 22. juli – Jens Henrik Højbjerg, dansk politidirektør.
- 22. juli – Aske Bentzon, dansk musiker og skuespiller.
- 22. juli – Willem Dafoe, amerikansk skuespiller.
- 26. juli – Aleksandrs Starkovs, lettisk fodboldspiller.
- 26. juli – Asif Ali Zardari, pakistansk præsident.
- 31. juli – Per Bisgaard, dansk folketingsmedlem repræsenteret for Venstre 2007-.
- 31. juli – Lars Bastrup, dansk fodboldspiller.

### August
- 4. august – Billy Bob Thornton, amerikansk skuespiller.
- 7. august – Wayne Knight, amerikansk skuespiller.
- 9. august – Maud Olofsson, svensk politiker.
- 16. august – Søren Søndergaard, dansk politiker.
- 24. august – Mike Huckabee, amerikansk politiker.
- 24. august – Ole Jakobsen, dansk skuespiller.
- 31. august – Kirsten Ahlburg, dansk forfatter.

### September
- 2. september – Erik Valeur, dansk journalist.
- 7. september – Efim Zelmanov, russisk matematiker.
- 21. september - François Cluzet, fransk skuespiller.
- 27. september – Susanne Hegelund, dansk journalist.
- 29. september – Hans Jørgen Whitta-Jacobsen, dansk professor og vismand.
- 30. september – Lene Falck, dansk skuespillerinde.

### Oktober
- 6. oktober – Jørgen Gaarde, dansk borgmester.
- 8. oktober – Lars Peder Brekk, norsk politiker og minister.
- 13. oktober – Knud Odde, dansk musiker og billedkunstner.
- 16. oktober – Søren Pilmark, dansk skuespiller.
- 17. oktober – Pia Vieth, dansk skuespillerinde.
- 17. oktober – Nina Smith, dansk professor i nationaløkonomi.
- 26. oktober – Ole Stephensen, dansk journalist (død 2019).
- 28. oktober – Bill Gates, Microsofts grundlægger.
- 29. oktober – Kevin DuBrow, amerikansk violinist (død 2007).

### November
- 2. november – Johs. Poulsen, dansk politiker.
- 2. november – Masja Dessau, dansk skuespillerinde.
- 4. november – Matti Vanhanen, finsk statsminister.
- 11. november – F.P. Jac, dansk digter og forfatter (død 2008).
- 11. november – Friedrich Merz, tysk politiker.
- 13. november – Whoopi Goldberg, amerikansk skuespillerinde.
- 17. november – David Ackland Tanner, dansk kemiker og professor.
- 23. november – Flemming Larsen, dansk tidligere fodboldspiller.
- 24. november – Lena Adelsohn Liljeroth, svensk politiker.
- 25. november – Henrik Koefoed, dansk skuespiller.
- 30. november – Billy Idol, engelsk musiker.
- 30. november – Kevin Conroy, amerikansk tegnefilmsdubber (død 2022).

### December
- 4. december – Jørn Jespersen, dansk politiker.
- 6. december – Torbjørn Hummel, dansk skuespiller.
- 9. december – Jørgen Arbo-Bæhr, dansk politiker.
- 14. december – Jan Trøjborg, dansk politiker (død 2012).
- 15. december – Renate Künast, tysk politiker.
- 16. december – Xander Berkeley, amerikansk skuespiller.
- 17. december – Kim Sjøgren, dansk violinist.
- 18. december – Bo Green Jensen, dansk forfatter.
- 20. december – H.C. Østerby, dansk borgmester.
- 21. december – Jane Kaczmarek, amerikansk skuespillerinde.
- 24. december – Clarence Gilyard, Jr., amerikansk skuespiller (død 2022).
- 26. december – Evan Bayh, amerikansk politiker.
- 28. december – Liu Xiaobo, kinesisk forfatter og aktivist (død 2017).
- 30. december – Sanne Salomonsen, dansk sangerinde.

## Dødsfald

### Januar
- 14. januar - Horatio Nelson Jackson (en), amerikansk racerkører og læge (født 1872).
- 15. januar - Yves Tanguy, fransk kunstmaler (født 1900).
- 25. januar – Sigrid Neiiendam, dansk skuespiller (født 1868).
- 26. januar – Holger Louis Nielsen, dansk atlet, idrætspioner og lærer (født 1866).
- 29. januar – Hans Hedtoft, dansk statsminister (født 1903).
- 31. januar - John Raleigh Mott, amerikansk YMCA-leder og nobelprismodtager (født 1865).

### Februar
- 17. februar – Johannes Bjerg, dansk billedhugger (født 1886).

### Marts
- 11. marts – Alexander Fleming, engelsk læge og Nobelprismodtager (født 1881).

### April
- 11. april – Mario Alborghetti, italiensk racerkører (født 1928)
- 18. april – Albert Einstein, tyskfødt fysiker (født 1879).

### Maj
- 4. maj – George Enescu, rumænsk komponist, violinist, pianist og dirigent (født 1881).
- 7. maj - Holger Gabrielsen, dansk sceneinstruktør, skuespiller og forfatter m.v. (født 1896).
- 9. maj – Lauritz Olsen, dansk skuespiller (født 1872).
- 12. maj – Gerhard Rønne, dansk arkitekt (født 1879).
- 16. maj – Manny Ayulo, amerikansk racerkører (født 1921).
- 26. maj – Alberto Ascari, italiensk racerkører (født 1918).
- 30. maj – Bill Vukovich, amerikansk racerkører (født 1918).
- 31. maj - Henni Forchhammer, dansk lærer og kvindesagsforkæmper (født 1863).

### Juni
- 14. juni – Johannes Glob, dansk maler (født 1882).
- 26. juni - Engelbert Zaschka, tysk helikopterpioner (født 1895).
- 27. juni – Martin A. Hansen, dansk forfatter (født 1909).

### Juli
- 3. juli – Jens Byskov, dansk politiker (født 1867).
- 15. juli – Einar Utzon-Frank, dansk billedhugger (født 1888).
- 23. juli – Cordell Hull, amerikansk politiker, udenrigsminister og nobelprismodtager (født 1871).
- 30. juli – Frits Bülow, dansk politiker og minister (født 1872).

### August
- 1. august - Johannes Forchhammer, dansk idrætsforbundsformand (født 1869).
- 12. august – Thomas Mann, tysk forfatter og nobelprismodtager (født 1875).
- 12. august – James B. Sumner, amerikansk kemiker og nobelprismodtager (født 1887).
- 19. august – Søren Iacobsen Lemche, dansk arkitekt (født 1864).

### September
- 14. september – Aage Garde, dansk skuespiller (født 1876).
- 22. september – Gustav Falck, dansk museumsdirektør (født 1874).
- 24. september – Ib Schønberg, dansk skuespiller (født 1902).
- 30. september – James Dean, amerikansk skuespiller (født 1931).

### Oktober
- 27. oktober – Aage Sikker Hansen, dansk (plakat)tegner, grafiker og illstrator (født 1897).

### November
- 12. november – Carl Wesenberg-Lund, dansk zoolog og økolog (født 1867).
- 15. november – Søren Knudsen, dansk kunstner og museumsstifter (født 1878).
- 28. november – Thorkild Juncker, dansk direktør (født 1897).

### December
- 11. december – Axel Reventlow, dansk direktør (født 1894).

## Nobelprisen
- Fysik – Willis Eugene Lamb
- Kemi – Vincent du Vigneaud
- Medicin – Axel Hugo Theodor Theorell
- Litteratur – Halldór Kiljan Laxness
- Fred – Ingen uddeling

## Sport
- AGF dansk mester i fodbold for første gang
- 9. juni – AGF vinder DBUs Landspokalturnering for herrer med en sejr på 4-0 over Aalborg Chang
- 11. september - det danske herrelandshold i fodbold spiller 1-1 mod Norge i Ullevaal, Oslo
- Ryder Cup, golf – USA 8-Storbritannien 4

## Musik
- 3. marts - Elvis Presley giver sin første tv-optræden
- 9. juli – sangen "Rock Around the Clock" bliver den første Rock and roll-sang, der når nr. 1 på den amerikansk hitliste Billboard
- 12. november - Bill Haley bliver nummer 1 på hitlisten med "Rock Around The Clock"
- Unchained Melody, komponeres af Hy Zaret og Alex North, indspilles senere af bl.a. Elvis Presley
- Little Richard får sit gennembrud med sangen "Tutti Frutti".
- Otto Brandenburg debuterer i ensemblet Four Jacks.

## Film
- Frøen Kermit optræder for første gang på TV; dermed initieres en karriere, der fører til adskillige spillefilm, den succesrige TV-serie The Muppetshow og en stjerne på Walk of Fame.

### Danske film
- Far til fire på landet
- Det var paa Rundetaarn
- Min datter Nelly
- Tre finder en kro
- Der kom en dag
- Blændværk
- På tro og love
- Bruden fra Dragstrup

### Udenlandske film
- Dræberkysset
- En mand steg af toget
- Disney-klassikeren Lady og Vagabonden
- Plyds og papegøjer
- Øst for paradis (film)

## Bøger
- Folk og røvere i Kardemomme by, en kendt børnebog af den norske forfatter Thorbjørn Egner.
- Der bor en ung pige, et digt af Tove Ditlevsen.
- Ringenes Herre udgives i 1954 / 1955
- Lolita, en roman af Vladimir Nabokov.